# Fort Worth Opera
La Fort Worth Opera è la più antica compagnia d'opera nello stato del Texas e tra le più antiche degli Stati Uniti, secondo quanto sostiene la compagnia. Mentre originariamente presentava opere una alla volta in una stagione autunnale/invernale, nel 2007 è passata al formato "festival". Ora esegue 3-4 opere all'anno ogni primavera nella Bass Performance Hall situata nel centro di Fort Worth, Texas.

## Storia
La Fort Worth Civic Opera Association, ora conosciuta come Fort Worth Opera, è stata fondata da tre donne, Eloise MacDonald Snyder e Betty Spain, entrambe ex cantanti d'opera e la pianista e compositrice Jeanne Axtell Walker. In sette mesi il trio allestì una produzione completa de La traviata di Verdi, eseguita il 25 novembre 1946, in un edificio ora noto come Cowtown Coliseum, situato nel Fort Worth Stockyards. La nuova associazione subì diversi cambiamenti di gestione prima di assumere Rudolf Kruger come direttore musicale nel 1955. Sotto la guida di Kruger la Fort Worth Opera ha progredito, diventando una compagnia artistica nota, specialmente durante gli anni '60, quando contribuì a lanciare le carriere di Plácido Domingo e Beverly Sills.
Nel 1982, il consiglio di amministrazione della Fort Worth Opera fece una mozione per ridurre gli oneri di Kruger e iniziò a cercare un nuovo amministratore delegato. Gli anni successivi si rivelarono difficili per la compagnia, sia dal punto di vista finanziario che amministrativo. Assunse e licenziò due amministratori delegati che non erano in grado di aumentare le vendite dei biglietti e la stabilità finanziaria di Kruger. Nel 1991 la Fort Worth Opera assunse William Walker, un ex cantante con una illustre carriera come uno dei principali baritoni del Metropolitan Opera e come ospite ricorrente in The Tonight Show Starring Johnny Carson.
Sotto la direzione di Walker la compagnia fu in grado di tornare alla stabilità finanziaria e al successo artistico. Nel 1998 il consiglio di amministrazione, insoddisfatto della direzione e della direzione amministrativa di Walker, gli offrì un pacchetto di fine rapporto, che inizialmente accettò. Più tardi in una riunione del consiglio al completo, i suoi sostenitori si radunarono per ribaltare la decisione del comitato esecutivo. La società perse molti importanti membri del consiglio e di conseguenza di donatori. Il restante consiglio di amministrazione assunse un direttore esecutivo per aiutare nelle questioni amministrative e Walker mantenne la sua posizione fino al suo pensionamento nel giugno 2002.
Nel luglio 2001 la Fort Worth Opera assunse un nuovo direttore generale, Darren Keith Woods. La precedente esperienza di Woods comprendeva vent'anni come tenore di carattere di successo e direttore generale della Seagle Music Colony nello stato di New York e nella Shreveport Opera. Negli ultimi anni la compagnia ha introdotto nella sua programmazione un repertorio americano e moderno, sebbene continui a produrre opere per lo più classiche.
Il 13 febbraio 2017 il consiglio di amministrazione della Fort Worth Opera licenziò Woods dal suo incarico adducendo differenze di vedute sui futuri obiettivi artistici e finanziari della compagnia.
Fort Worth Opera ospita quattro giovani cantanti in residenza, The Hattie Mae Lesley Apprentice Artists. Questi apprendisti artisti acquisiscono formazione ed esperienza, principalmente attraverso il Children's Opera Theatre della compagnia, un programma che, secondo la compagnia d'opera, porta l'opera a circa 40.000 scolari ogni anno in tutto lo stato del Texas, compresi quelli a basso reddito e nelle scuole di spettacolo con scarsi mezzi. Fort Worth Opera offre anche "Student Night at the Opera", prove generali aperte agli studenti delle scuole medie e superiori e sconti sui biglietti degli studenti come parte della sua divulgazione educativa.

## Passaggio al formato festival
Dopo 60 anni di produzione di opere in stile stagione - un'opera alla volta in autunno e in inverno - nel febbraio 2006 Fort Worth Opera ha annunciato un cambiamento senza precedenti: avrebbe condensato il suo intero programma in un festival annuale di primavera, con tutte le sue opere e i concerti che vengono presentati in un periodo di quattro settimane. Il festival inaugurale sella Fort Worth Opera si è aperto nel maggio del 2007 e ha visto la prima anteprima mondiale della compagnia, Frau Margot, del compositore Thomas Pasatieri.
La programmazione degli spettacoli è simile a quella dei festival d'opera affermati come la Santa Fe Opera, dove le opere vengono eseguite alternativamente, consentendo ai visitatori di vedere più opere in pochi giorni.
Secondo Scott Cantrell del Dallas Morning News, "La Fort Worth Opera è diventato uno dei principali festival lirici del paese". La compagnia ha programmato la sua prima anteprima mondiale sul palco principale, Before Night Falls del compositore cubano-americano Jorge Martín, basata sulle memorie del poeta e scrittore cubano Reinaldo Arenas. Before Night Falls è stato presentato al Festival 2010 della compagnia insieme al Don Giovanni ed a L'elisir d'amore.